# Petkovec
Petkovec je naselje v Občini Logatec.
Petkovec je vasica med Logatcem in Rovtami, leži na pomembni povezavi Logatec - Žiri. Glavni dohodek predstavljata kmetijstvo in lesna industrija, dodatno pa se ljudje še zaposlujejo v sosednjih krajih: Rovte, Logatec, Žiri.